# Stecklikrieg
La Stecklikrieg («guerra de los palos») fue una guerra civil en Suiza en 1802 que resultó en el colapso de la República Helvética, la renovada ocupación francesa de Suiza y, en última instancia, el Acta de Mediación dictada por Napoleón Bonaparte el 19 de febrero de 1803. El conflicto en sí fue entre insurgentes, en su mayoría provenientes de la población rural, y las fuerzas oficiales de la República Helvética. El término Stäckli, o «garrote de madera», que da nombre al conflicto, se refiere al armamento improvisado de los insurgentes.

## Antecedentes

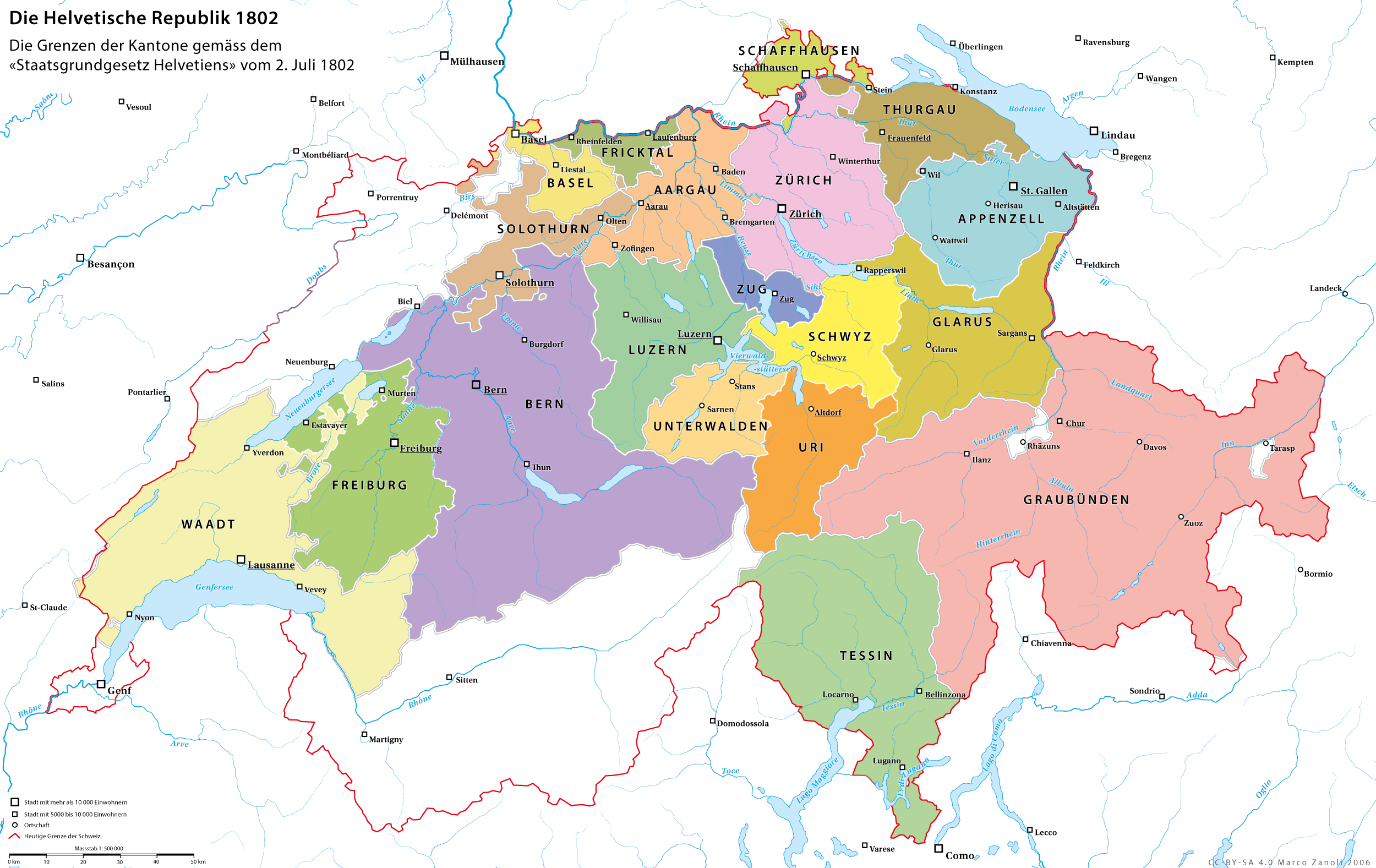
Cantones de la República Helvética en la época de la Stecklikrieg.

Tras el tratado de Lunéville de 1801, las tropas francesas abandonaron repentinamente Suiza a finales de julio de 1802, lo que provocó una rápida desestabilización del país. Esta inestabilidad alcanzó un punto crítico en agosto, con una rebelión abierta de los federalistas suizos contra la República Helvética unitaria. La revuelta tuvo su origen en la Suiza central, iniciándose en las ciudades de Zúrich y Berna, el cantón de Baden, así como en las zonas rurales de la meseta suiza en los cantones de Argovia y Soleura. Con el tiempo se extendería a la mayoría de los diecinueve cantones de la República.

## Desarrollo del conflicto
La guerra comenzó con un enfrentamiento en el paso de Rengg el 28 de agosto, donde las tropas gubernamentales fueron derrotadas por los federalistas de Nidwalden, seguido de infructuosos ataques de artillería contra Zúrich del 10 al 13 de septiembre por parte de las fuerzas gubernamentales. Los rebeldes pronto capturaron Berna, que también fue bombardeada brevemente. El gobierno helvético, encabezado por el Landamman Johann Rudolf Dolder, capituló militarmente el 18 de septiembre, pero pudo negociar una retirada de Berna a Lausana antes de que sus fuerzas colapsen por completo.
Con la excepción de Léman y Friburgo, el poder ejecutivo fue restituido a los gobiernos cantonales y a una Dieta Federal en Schwyz dirigida por Alois von Reding. El 30 de septiembre, el primer cónsul Napoleón Bonaparte emitió la proclamación de Saint-Cloud, pidiendo el retorno al orden constitucional e invitando a ambas partes a una conferencia de conciliación en París, conocida como la «Consulta Helvética». Niklaus Franz von Bachmann, comandante en jefe del ejército federal, infligió una derrota final al ejército helvético en Faoug el 3 de octubre. Bonaparte luego lanzó una intervención militar bajo el mando del general Michel Ney para pacificar el país, desarmar a los federalistas y restaurar la República Helvética. Bajo presión francesa, la Dieta Federal de Schwyz anunció su disolución el 26 de octubre, poniendo fin a la Stecklikrieg.
Con el orden más liberal de la República Helvética, aumentó el sentimiento antijudío, a medida que surgieron acusaciones de que los judíos se estaban beneficiando injustamente del impopular nuevo orden. El 21 de septiembre de 1802, el odio y el resentimiento llegaron a un punto crítico en la llamada Zwetschgenkrieg o guerra de la ciruela. En un estallido de violencia, estimulado por rumores antisemitas, una horda armada de 800 agricultores, artesanos y algunos patricios atacó a los judíos de Surbtal, saqueando y destruyendo sus hogares y pertenencias. El ataque no fue del todo inesperado: las tensiones se acumularon durante varios días y los habitantes cristianos de Endingen y Lengnau no se vieron afectados en gran medida. Los judíos no recibieron compensación por los daños y los perpetradores no sufrieron ninguna consecuencia.

## Consecuencias

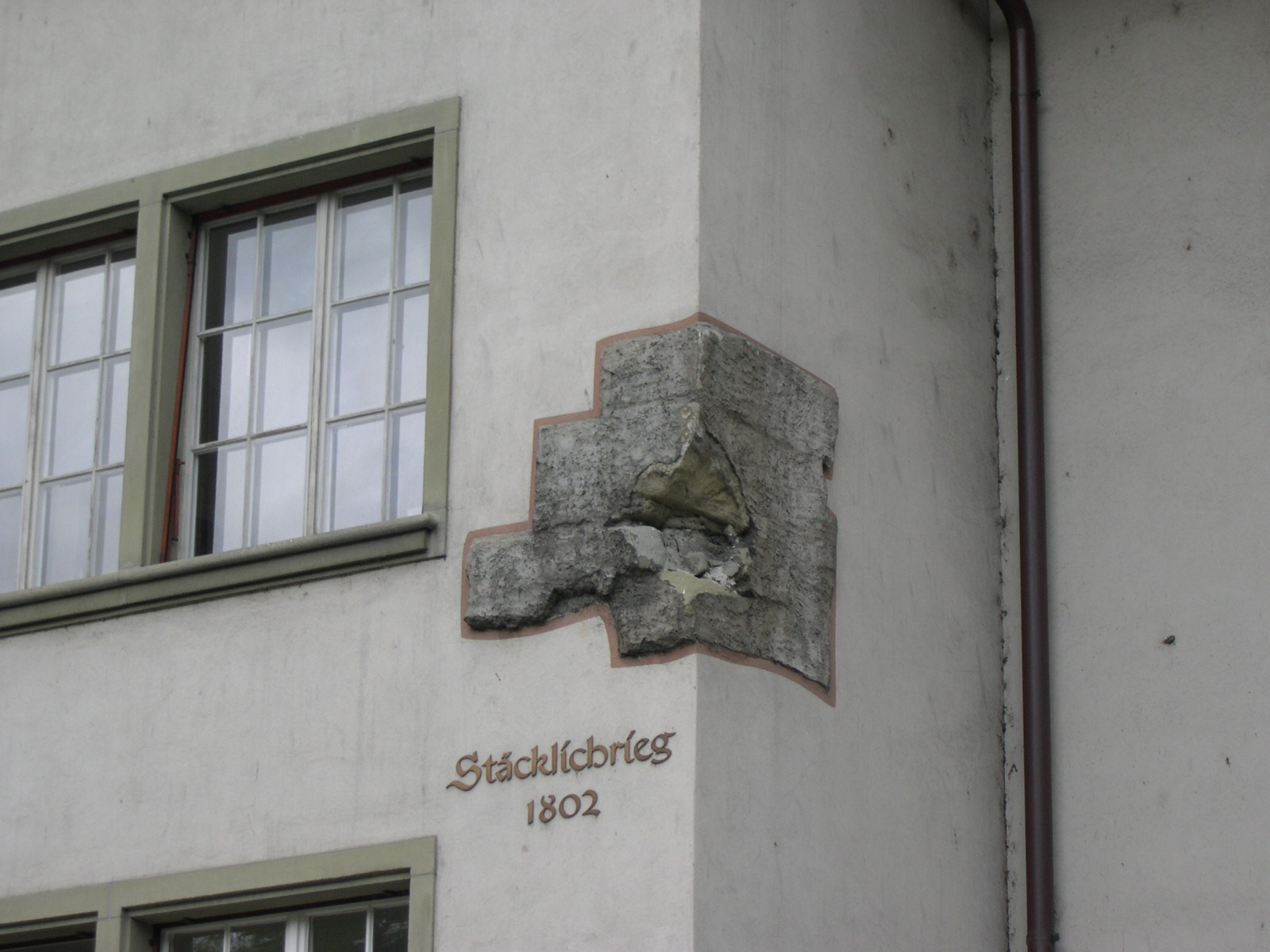
Durante el asedio de Berna por parte de los insurgentes, una bala de cañón alcanzó la esquina de una casa en Läuferplatz, que en los años 50 fue sustituida por un nuevo edificio. La sección de la pared del edificio antiguo con el agujero de bala fue mantenida en el nuevo edificio. Debajo se encuentra la inscripción «Stäcklichrieg 1802».

A Napoleón le preocupaba que la inestabilidad de Suiza pudiera infectar a Europa en general y autorizó a negociar un acuerdo entre las partes en conflicto. Su Acta de Mediación hizo concesiones a las demandas de los insurgentes, abandonando la estructura centralista de la República Helvética en favor de un enfoque más federalista. Asimismo, afirmó que el estado natural de Suiza era federal y que los intentos de imponerles cualquier otro sistema eran imprudentes.

### Respuesta británica
La intervención francesa constituyó una violación del Tratado de Amiens, que fue utilizado como pretexto por el Reino Unido para reanudar su guerra contra Francia el 18 de mayo de 1803. La implicación francesa en los asuntos internos de los suizos fue un ejemplo de la preocupación de Gran Bretaña de que fuera tener un papel cada vez menor en los asuntos continentales. Aunque los británicos intentaron a menudo mantenerse alejados de las luchas internas del continente, las acciones de la Francia de Napoleón amenazaron con trastornar el orden existente y, por tanto, la supremacía económica existente de Gran Bretaña. Si bien el Acta de Mediación impuesta por la intervención francesa no trastornó particularmente el orden suizo, de hecho restauró gran parte de las tradiciones y formas de gobierno suizas preexistentes antes de la invasión republicana francesa, fue una violación técnica del Tratado de Amiens, que prohibió tal intromisión extranjera por parte de Francia.